# Comme un pot de fraises
Pour plus de détails, voir Fiche technique et Distribution.
Comme un pot de fraises est un film français réalisé par Jean Aurel, sorti en 1974.

## Fiche technique
- Réalisation : Jean Aurel
- Scénario : Gérard Sire
- Assistant réalisateur : Daniel Janneau
- Producteur : Pierre Braunberger et Alain Poiré
- Pays de production :  France
- Format : couleur (Eastmancolor) - Son mono
- Genre : comédie policière
- Durée : 90 minutes
- Date de sortie : 
  - France : 11 septembre 1974

## Distribution
- Jean-Claude Brialy : Norbert
- Nathalie Courval : Joëlle
- Marcha Grant : Olivia
- Marianne Eggerickx : Amandine
- Jean Lefebvre : Adrien
- Bernard Ménez : Philippe
- Bernard Le Coq : Marc
- Marco Perrin : Fourmelon
- Pierre Fuger : Bitza
- Évelyne Ker : la secrétaire de Fourmelon
- Hubert de Lapparent : le chef de la publicité
- Marc Dudicourt : le clochard
- Bernard Musson : le chef du marketing
- Jean-Pierre Rambal : le chef de la promotion
- Robert Dalban : le chef des ventes
- Rosine Young : une prostituée
- Paul Bisciglia
- Denise Dax
- José Luccioni
- Bernard Dumaine
- Lydia Feld
- Reni Goliard
- Pia Kazan
- Barbara Laurent
- Guy Michel